# Санчес, Клаудио
Клаудио Паул Санчес III (родился 12 марта 1978) — американский писатель и музыкант итальянского происхождения из Пуэрто-Рико, наиболее известный как вокалист и гитарист альтернативной прогрессив-рок группы Coheed and Cambria. Он является создателем серии комиксов The Amory Wars, а также Key of Z и Kill Audio, обе в соавторстве с женой Чондрой Эхерт. Санчес соавторствовал в романе Year of the Black Rainbow с Питером Дэвидом.

## Музыкальная карьера
Санчес, прежде всего, ритм-гитарист и вокалист в Coheed and Cambria. Однако, он также использовал терменвокс, синтезаторы, губные гармошки в его проектах. В начале своей карьеры, Санчес в первый раз выступал с несколькими разными группами, которые длились короткий период времени.
После расставания с Красивым Неудачником, Санчес отправился в командировку в Париж, где он начал писать рассказ, который изначально именуется как The Bag.On.Line Adventures of Coheed and Cambria, названный в честь магазина рядом, где Санчес остался в то время как в Париже. Два персонажа по имени Кохид и Камбрия Килганнон живут в вымышленной иностранной Галактике, известной как Heaven’s Fence. В оригинальной концепции, Санчес написал рассказ о своей подруге и себе едущими в новое, незнакомое место, но концепцию расширили, персонажи стали походить на своих родителей.
Санчес был вокалистом и гитаристом в Shabütie, который был основан в Ньяке, Нью-Йорк, в 1995 году. Shabutie выпустил несколько EPs и написал несколько песен, которые в конечном счете были выпущены в The Second Stage Turbine Blade. Группа развалилась после Нейта Келли, вышла на подъём, но позже была реформирована с заменой Джоша Эппарда на Нейт Келли, на ударных. Эта новая группа была названа Coheed and Cambria, в честь персонажей Санчес писал в Париже. Coheed and Cambria достигла успехов на Восточном Побережье, после выпуска The Second Stage Turbine Blade, и заработала основной успех с выходом In Keeping Secrets of Silent Earth: 3, благодаря синглу «A Favor House Atlantic.»

## Участие в комиксах
Санчес начал выпускать комиксы в 2000 году, начиная с The Bag.On.Line Adventures. было две причины из-за проблем с исполнителем, сроками и финансовыми вопросами. следующий проект Санчеса был графический роман Good Apollo, I’m Burning Star IV, Volume One: From Fear Through the Eyes of Madness. Графический роман был выпущен вместе с альбомом с тем же именем, однако Санчес заявил, что роман был неполным из-за финансовых проблем.
Санчес вновь начал в 2008 году с серии войны Амори, хроники событий с каждым альбомом. The Second Stage Turbine Blade было покрытым двумя из пяти комиксов ограниченной серии. Вместе с Питером Дэвидом, Санчес был соавтором романа Войны Амори: Год черной радуги. Санчес также выпустил двенадцать выпусков серии комиксов адаптации В Сохранении Тайны Молчаливой Земли: 3 в рамках имени Войны Амори.

## Другая работа
Санчес также выполняет сайд-проект под названием Премия Бойцов Инферно. История фокусируется на Машине Крови, злобной штуковине, которая убивает своих жертв и забирает их души. Санчес также выпустил виниловый альбом под названием The Beaver Records EP, который связана с Kill Audio и Приз Бойца Инферно. 8 сентября, 2012 Санчес выпустил свой последнюю часть для своего сайд-проекта Приз Бойца Инферно, четыре песни нон-концептуал ЕР.